# Élections municipales dans les comtés unis de Prescott et Russell de 2018
Les élections municipales dans les comtés unis de Prescott et Russell de 2018 en Ontario se déroulent le lundi 22 octobre 2018, en même temps que les élections municipales de l'Ontario (en).

## Comtés unis de Prescott et Russell
| Municipalité          | Maire                    |
| --------------------- | ------------------------ |
| Alfred et Plantagenet | Stéphane Sarrazin        |
| Casselman             | Daniel Lafleur (acclamé) |
| Champlain             | Normand Riopel           |
| Clarence-Rockland     | Guy Desjardins           |
| Hawkesbury Est        | Robert Kirby (acclamé)   |
| Hawkesbury            | Paula Assaly             |
| Russell               | Pierre Leroux            |
| La Nation             | François St-Amour        |

## Maires et conseillers municipaux sortants ne présentant pas à la réélection
Les maires et les conseils municipaux suivants ont annoncé ne pas vouloir présenter leur candidature
Maires
- Gary Barton, Champlain[1]
- Fernard Dicaire, Alfred et Plantagenet
- Conrad Lamadeleine, Casselman

Conseillers municipaux
- Jean-Marc Lalonde, Clarence-Rockland[2]
- Marcel Legault, La Nation
- Krysta Simard, Clarence-Rockland

## Alfred et Plantagenet

### Maires
| Candidats à la mairie | Vote  | %     | Slogan | Profession |
| --------------------- | ----- | ----- | ------ | ---------- |
| Stéphane Sarrazin     | 2,074 | 55.65 | ?      | ?          |
| Jean-Pierre Cadieux   | 1,653 | 44.35 | ?      | ?          |

### Conseillers

#### Quartier 1
| Candidats aux conseillers | Vote  | % | Slogan | Profession |
| ------------------------- | ----- | - | ------ | ---------- |
| René Beaulne              | 1 070 |   | ?      | ?          |
| Yves Laviolette           | 968   |   | ?      | ?          |
| Suzanne Lafrance          | 966   |   | ?      | ?          |
| André "Barber" Péladeau   | 788   |   | ?      | ?          |

#### Quartier 2
| Candidats aux conseillers | Vote  | % | Slogan | Profession |
| ------------------------- | ----- | - | ------ | ---------- |
| Antoni Viau               | 1 082 |   | ?      | ?          |
| Ian Walker                | 977   |   | ?      | ?          |
| Chantal Galipeau          | 779   |   | ?      | ?          |
| Jean-Claude Delorme       | 614   |   | ?      | ?          |
| Jeanne Doucet             | 520   |   | ?      | ?          |
| Dominique Perrier         | 515   |   | ?      | ?          |
| Lynda Lemieux             | 401   |   | ?      | ?¸         |

## Casselman

### Maires
| Candidats à la mairie | Vote        | Profession |
| --------------------- | ----------- | ---------- |
| Daniel Lafleur        | Acclamation | ?          |

### Conseillers
| Candidats aux conseillers | Vote  | % | Slogan | Profession |
| ------------------------- | ----- | - | ------ | ---------- |
| Paul Groulx               | 1 304 |   | ?      | ?          |
| Joanne Sirois             | 1 125 |   | ?      | ?          |
| Mario Laplante            | 1 035 |   | ?      | ?          |
| Francyn Leblanc           | 803   |   | ?      | ?          |
| Marcel Cléroux            | 708   |   | ?      | ?          |
| Anik Charron              | 563   |   | ?      | ?          |

## Champlain

### Maires
| Candidats à la mairie | Vote  | %     | Slogan | Profession |
| --------------------- | ----- | ----- | ------ | ---------- |
| Normand Riopel        | 1 676 | 36.43 | ?      | ?          |
| Paul Emile Duval      | 1 574 | 34.22 | ?      | ?          |
| Helen Macleod         | 748   | 16.26 | ?      | ?          |
| Urbano Fumagalli      | 602   | 13.09 | ?      | ?          |

### Conseillers

#### Quartier 1
| Candidats aux conseillers | Vote        | Slogan | Profession |
| ------------------------- | ----------- | ------ | ---------- |
| Peter Barton              | Acclamation | ?      | ?          |
| Troy Carkner              | Acclamation | ?      | ?          |

#### Quartier 2
| Candidats aux conseillers | Vote | % | Slogan | Profession |
| ------------------------- | ---- | - | ------ | ---------- |
| Jacques Labelle           | 574  |   | ?      | ?          |
| André Roy                 | 637  |   | ?      | ?          |
| Marc Séguin               | 466  |   | ?      | ?          |

#### Quartier 3
| Candidats aux conseillers | Vote | % | Slogan | Profession |
| ------------------------- | ---- | - | ------ | ---------- |
| Michel Lalonde            | 471  |   | ?      | ?          |
| Violaine Tittley          | 460  |   | ?      | ?          |
| Michel Paquette           | 231  |   | ?      | ?          |
| Yvon St-Jean              | 206  |   | ?      | ?          |

#### Quartier 4
| Candidats aux conseillers | Vote | % | Slogan | Profession |
| ------------------------- | ---- | - | ------ | ---------- |
| Sarah Bigelow             | 960  |   | ?      | ?          |
| Gérard "Gerry" Miner      | 817  |   | ?      | ?          |
| Pierre Perreault          | 549  |   | ?      | ?          |
| Claudette Myre            | 472  |   | ?      | ?          |
| James (Jim) Caputo        | 218  |   | ?      | ?          |
| Bryan Rodger              | 94   |   | ?      | ?          |

## Clarence-Rockland

### Maires
| Candidats à la mairie | Vote  | %     | Slogan | Profession |
| --------------------- | ----- | ----- | ------ | ---------- |
| Guy Desjardins        | 6 071 | 80.11 | ?      | ?          |
| Donald Veilleux       | 1 507 | 19.89 | ?      | ?          |

### Conseillers

#### Quartier 1
| Candidats aux conseillers | Vote | % | Slogan | Profession |
| ------------------------- | ---- | - | ------ | ---------- |
| Samuel Cardarelli         | 612  |   | ?      | ?          |
| Lorraine Séguin           | 475  |   | ?      | ?          |
| Yanick Villeneuve         | 201  |   | ?      | ?          |

#### Quartier 2
| Candidats aux conseillers | Vote        | Profession |
| ------------------------- | ----------- | ---------- |
| Mario Zanth               | Acclamation | ?          |

#### Quartier 3
| Candidats aux conseillers | Vote        | Profession |
| ------------------------- | ----------- | ---------- |
| Carl Grimard              | Acclamation | ?          |

#### Quartier 4
| Candidats aux conseillers | Vote | % | Slogan | Profession |
| ------------------------- | ---- | - | ------ | ---------- |
| Don Bouchard              | 1020 |   | ?      | ?          |
| Yvon Simoneau             | 208  |   | ?      | ?          |
| Marc-André Fournier       | 201  |   | ?      | ?          |

#### Quartier 5
| Candidats aux conseillers | Vote        | Profession |
| ------------------------- | ----------- | ---------- |
| André J. Lalonde          | Acclamation | ?          |

#### Quartier 6
| Candidats aux conseillers | Vote        | Profession |
| ------------------------- | ----------- | ---------- |
| Christian Simard          | Acclamation | ?          |

#### Quartier 7
| Candidats aux conseillers | Vote | % | Slogan | Profession |
| ------------------------- | ---- | - | ------ | ---------- |
| Michel Levert             | 540  |   | ?      | ?          |
| René Campeau              | 273  |   | ?      | ?          |

#### Quartier 8
| Candidats aux conseillers | Vote | % | Slogan | Profession |
| ------------------------- | ---- | - | ------ | ---------- |
| Diane Choinière           | 409  |   | ?      | ?          |
| Melissa Gaudreau          | 334  |   | ?      | ?          |

## Hawkesbury Est

### Maire
| Candidats à la mairie | Vote        | Profession |
| --------------------- | ----------- | ---------- |
| Robert Kirby          | Acclamation | ?          |

### Maire adjoint
| Candidats à la mairie | Vote        | Profession |
| --------------------- | ----------- | ---------- |
| Richard Sauvé         | Acclamation | ?          |

### Conseillers
| Candidats aux conseillers | Vote        | Profession |
| ------------------------- | ----------- | ---------- |
| Stéphanie Houle           | Acclamation | ?          |
| Karina Sauvé              | Acclamation | ?          |
| Simon Rozon               | Acclamation | ?          |

## Hawkesbury

### Maires
| Candidats à la mairie | Vote  | %     | Slogan | Profession |
| --------------------- | ----- | ----- | ------ | ---------- |
| Paula Assaly          | 2 297 | 53.05 | ?      | Avocate    |
| Jeanne Charlebois     | 1,485 | 34.30 | ?      | ?          |
| Gilbert Cyr           | 548   | 12.66 | ?      | ?          |

### Conseillers
| Candidats aux conseillers  | Vote  | % | Slogan                                      | Profession |
| -------------------------- | ----- | - | ------------------------------------------- | ---------- |
| Antonios Tsourounakis      | 2 311 |   | ?                                           | ?          |
| Lawrence Bogue             | 1 942 |   | ?                                           | ?          |
| André (Cham) Chamaillard   | 1 795 |   | ?                                           | ?          |
| Robert Lefebvre            | 1 656 |   | ?                                           | ?          |
| Yves Paquette              | 1 591 |   | ?                                           | ?          |
| Raymond Campbell           | 1 490 |   | ?                                           | ?          |
| Grace Batista              | 1 428 |   | ?                                           | ?          |
| Bonnie Jean-Louis          | 1 363 |   | Votre voix au conseil !                     | ?          |
| André Pilon                | 1 357 |   | ?                                           | ?          |
| Nathalie Ladouceur         | 1 326 |   | NOTRE avenir, NOTRE monde, NOTRE communauté | ?          |
| Marie Valérie              | 865   |   | ?                                           | ?          |
| Karen Mingarelli           | 791   |   | ?                                           | ?          |
| Félix Blackburn            | 783   |   | ?                                           | ?          |
| Pierre Ouellet             | 573   |   | ?                                           | ?          |
| Carole Ghislaine Ladouceur | 517   |   | ?                                           | ?          |

## Russell

### Maires
| Candidats à la mairie | Vote | % | Slogan                             | Profession                        |
| --------------------- | ---- | - | ---------------------------------- | --------------------------------- |
| Pierre Leroux         | 3204 | ? | Ensemble, nous pouvons faire mieux | Entrepreneur                      |
| Shawn McNally         | 2053 | ? | ?                                  | ?                                 |
| Charles Armstrong     | 765  | ? | Leadership, Vision et Intégrité    | Ancien soldat de l'armée canadien |

### Conseillers
| Candidats aux conseillers | Vote | % | Slogan                           | Profession                                                 |
| ------------------------- | ---- | - | -------------------------------- | ---------------------------------------------------------- |
| Jamie Laurin              | 3299 | ? | Toujours là pour vous!           | ?                                                          |
| André Brisson             | 3066 | ? | Un vote pour le futur            | Ancien fermier                                             |
| Cindy Saucier             | 2975 | ? | Je suis ici pour vous, toujours! | ?                                                          |
| Mike Tarnowski            | 2634 | ? | Aller de l'avant                 | ?                                                          |
| Isabelle St-Amour         | 2440 | ? | La communauté d'abord            | Enseignante                                                |
| Nicolas Daoust            | 1984 | ? | Une voix pour vous               | ?                                                          |
| Richard Kargus            | 1763 | ? | ?                                | Avocat                                                     |
| Richard (Rick) Renaud     | 779  | ? | ?                                | ?                                                          |
| Marc-Antoine Gagnier      | 458  | ? | Votre Avenir Votre choix         | Auteur et ancien candidat indépendant provinciale en 2014. |

#### Remarque
Le candidat au conseil municipal Marc-Antoine Gagnier s'est présenté ensuite en 2019 comme candidat rhinocéros dans Glengarry—Prescott—Russell lors des élections fédérales du lundi 19 octobre de la même année.

## La Nation

### Maires
| Candidats à la mairie      | Vote  | % | Slogan                                           | Profession                              |
| -------------------------- | ----- | - | ------------------------------------------------ | --------------------------------------- |
| François St-Amour          | 1,855 | ? | ?                                                | ?                                       |
| Danika Bourgeois-Desnoyers | 1,468 | ? | Nos familles. Nos entreprises. Notre communauté. | Chargée de projets à La Cité Collégiale |
| Denis Pommainville         | 1,456 | ? | ?                                                | Ancien fermier                          |

### Conseillers

#### Quartier 1
| Candidats aux conseillers | Vote | % | Slogan | Profession |
| ------------------------- | ---- | - | ------ | ---------- |
| Marie-Noëlle Lanthier     | 575  | ? | ?      | ?          |
| Yves Duval                | 536  | ? | ?      | ?          |

#### Quartier 2
| Candidats aux conseillers | Vote | % | Slogan | Profession |
| ------------------------- | ---- | - | ------ | ---------- |
| Alain Mainville           | 549  | ? | ?      | ?          |
| Danielle Sarault          | 328  | ? | ?      | ?          |

#### Quartier 3
| Candidats aux conseillers | Vote | % | Slogan | Profession |
| ------------------------- | ---- | - | ------ | ---------- |
| Danik Forgues             | 623  | ? | ?      | ?          |
| Marc Laflèche             | 353  | ? | ?      | ?          |

#### Quartier 4
| Candidats aux conseillers | Vote | % | Slogan | Profession |
| ------------------------- | ---- | - | ------ | ---------- |
| Francis Brière            | 973  | ? | ?      | ?          |
| David Mushing             | 760  | ? | ?      | ?          |